# Bernat Jofre Roca
Bernat Jofre i Roca (Andratx 1902- Vaud, Suïssa 1969) va ser un polític republicà mallorquí que arribà a ser batle de Palma.
Llicenciat en dret per la Universitat de Saragossa, a Mallorca havia estat director de Maricel i Andraitx i entre el 1927-1933 va ser el màxim responsable de l'Hotel Victòria.
La seva carrera política començà el 1931 quan fou elegit regidor de Palma i n'exercí la batllia entre el juny de 1932 i el gener de 1933. El febrer de 1936 va ser un dels candidats del Front Popular i l'abril del mateix any sortí elegit compromissari per triar el president de la República.
Havia participat en la fundació d'Acció Republicana de Mallorca (1932) com posteriorment també ho feu amb Esquerra Republicana Balear (1934).
El començament de la Guerra Civil l'aplegà a la capital d'Espanya mentre exercia la seva tasca de tinent de batle i poc després col·laborà en la fallit desembarcament a Mallorca del capità Bayo.
Sortí de l'estat ja el desembre de 1936 com a agregat al consolat de la República espanyola a Niça essent-ne nomenat cònsol el 1938.
S'exilià a Veneçuela el 1939 on treballa a la publicació Ahora i amb la propaganda a favor dels EUA i el Regne Unit. Per aquesta relació conegué a Nelson Rockefeller fins al punt de ser anomenat apoderat dels béns del financer a Veneçuela i vicepresident de la International Basic Economic Corporation en aquest país sud-americà. Els anys seixanta treballà com a traductor de les Nacions Unides a Ginebra. A partir de 1964 tornà a Mallorca combinant les estades amb Suïssa on morí.
| Precedit per: Francesc Villalonga | Batle de Palma 1932-1933 | Succeït per: Josep Tomàs |